# 1930 na música

## Música Popular
- Noel Rosa: Com que roupa
- Carmen Miranda: Taí, de Joubert de Carvalho
- Mário Reis em dupla com Francisco Alves: Se você jurar, de Ismael Silva

## Nascimentos

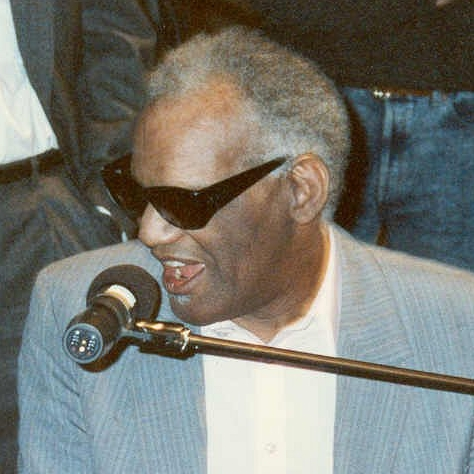
Ray Charles

| Data           | Nome                               | Profissão                | Nacionalidade  | Observações | Ref |
| -------------- | ---------------------------------- | ------------------------ | -------------- | ----------- | --- |
| 9 de março     | Ornette Coleman                    | saxofonista e compositor | Estados Unidos | m. 2015     |     |
| 11 de março    | Antônio Barros                     | cantor e compositor      | Brasil         | m. 2025     |     |
| 5 de abril     | Mary Costa                         | cantora                  | Estados Unidos |             |     |
| 27 de abril    | Arlindo de Carvalho                | autor e compositor       | Portugal       | m. 2016     |     |
| 26 de maio     | Severino Dias de Oliveira (Sivuca) | músico                   | Brasil         | m. 2006     |     |
| 23 de setembro | Ray Charles                        | cantor e pianista        | Estados Unidos | m. 2004     |     |
| 24 de outubro  | The Big Bopper                     | músico                   | Estados Unidos | m. 1959     |     |

## Mortes
| Data | Nome | Profissão | Nacionalidade | Observações | Ref |
| ---- | ---- | --------- | ------------- | ----------- | --- |